# جبل درديس
جبل درديس جبل يقع بشمال الجمهورية التونسية بولاية بنزرت، شمال شرقي مدينة سجنان. يبلغ ارتفاعه 513 م.